# ゲイリー・スタークウェザー
ゲイリー・キース・スタークウェザー（英: Gary Keith Starkweather、1938年1月9日 - 2019年12月26日）はアメリカの技術者で、レーザープリンターとカラーマネージメントシステムの発明者として知られている。
1969年にスタークウェザーはゼロックス・ウェブスター・リサーチセンターでレーザープリンターを考案した。1971年にパロアルト研究所で完全に機能するレーザープリンタシステムを共同で開発した。
1990年代にAppleの下で、スタークウェザーはカラーマネージメントシステムを発明した。 そしてColorSync 1.0の開発を率いた。1991年にDavid Richardson Medalを授与された。1997年にディスプレイ技術の研究のためマイクロソフトリサーチに加わった。
2004年にスタークウェザーは全米技術アカデミーに選ばれた。
2005年に引退した。2019年12月26日、81歳で亡くなった。